# Karl Scheurer
Karl Scheurer (27 settembre 1872 – 14 novembre 1929) è stato un politico svizzero.
Nel dicembre 1919 è stato eletto nel Consiglio federale svizzero, rimanendovi fino alla morte, avvenuta nel novembre 1929. Nel corso del suo mandato ha diretto il Dipartimento federale della difesa, della protezione della popolazione e dello sport.
Era rappresentante del Partito Liberale Radicale.
Ha ricoperto la carica di Presidente della Confederazione svizzera nel 1923.